# Welay Berhe
Hagos Welay Berhe (* 22. Oktober 2001 in Hagere Selam) ist ein äthiopischer Radrennfahrer, der im Straßenradsport aktiv ist.

## Sportliche Laufbahn
Sportlich trat Berhe 2018 und 2019 in Erscheinung, als der bei den Junioren den nationalen und afrikanischen Titel im Einzelzeitfahren errang. 2020 und 2021 bestritt er aufgrund der COVID-19-Pandemie keine internationalen Rennen. Erst 2022 konnte er mit dem EF Education-Nippo Development Team wieder in den internationalen Radsport zurückkehren. Dabei machte er insbesondere durch den siebten Gesamtrang beim Giro della Valle d’Aosta sowie zum Saisonabschluss mit dem vierten Platz bei Il Piccolo Lombardia auf sich aufmerksam. 
Zur Saison 2023 erhielt Berhe einen Vertrag beim Team Jayco AlUla. Bisher blieb er für das Team ohne zählbaren Erfolg. Seine besten Resultate erzielte er bei der Tour of Austria 2023 mit zwei zweiten Etappenplätzen sowie dem sechsten Platz in der Gesamtwertung. Zweimal nahm er an der Vuelta a España teil, erreichte aber beide Male nicht das Ziel. 

## Erfolge
2018
- Äthiopischer Meister (Junioren) – Einzelzeitfahren

2019
- Äthiopischer Meister (Junioren) – Einzelzeitfahren
- Afrikameister (Junioren) – Einzelzeitfahren und Mannschaftszeitfahren (mit Filimon Zerabruk Debay, Bizaye Redae und Selemon Gezae Abebe)

2022
- Bergwertung Istrian Spring Trophy

## Grand Tour-Platzierungen
| Grand Tour            | 2023 | 2024 | 2025 |
| --------------------- | ---- | ---- | ---- |
| Giro d’ItaliaGiro     | –    | –    | –    |
| Tour de FranceTour    | –    | –    | …    |
| Vuelta a EspañaVuelta | DNF  | DNF  | …    |